# 興世高世
興世 高世（おきよ の たかよ）は、平安時代初期の貴族。氏姓は吉田連のち興世朝臣。治部大輔・興世書主の近親。官位は従五位下・右京亮。

## 経歴
天長7年（830年）外従五位下に叙せられる。大膳亮を経て、承和3年（836年）越中介に任ぜられて地方官に転じる。越中介在任中の承和6年（839年）慶雲が同国新川郡若佐野村に出現したことを上奏する。またこの間、承和4年（837年）一族の書主らと共に、吉田宿禰から興世朝臣に改姓している。
承和8年（841年）大膳亮に任官すると、承和10年（843年）右京亮と仁明朝中期は京官を歴任した。また、承和9年（842年）には内位の従五位下に叙せられている。

## 官歴
『六国史』による。
- 時期不詳：正六位上
- 天長7年（830年） 正月7日：外従五位下
- 時期不詳：大膳亮
- 承和3年（836年） 閏5月1日：越中介
- 承和4年（837年） 6月28日：吉田宿禰から興世朝臣に改姓
- 承和8年（841年） 12月9日：大膳亮
- 承和9年（842年） 正月7日：従五位下
- 承和10年（843年） 2月10日：右京亮